# Championnat d'Angleterre de rugby à XV 2024-2025
Ne doit pas être confondu avec Championnat d'Angleterre féminin de rugby à XV 2024-2025.
Navigation
Gallagher Premiership
2023-2024 Gallagher Premiership 2025-2026
Le Championnat d'Angleterre de rugby à XV 2024-2025, qui porte le nom Gallagher Premiership de son sponsor du moment, oppose les dix meilleures équipes anglaises de rugby à XV.
Le championnat débute le 20 septembre 2024 et s'achève le 14 juin 2025 par une finale au stade de Twickenham, à Londres. Une première phase de classement voit s'affronter toutes les équipes en matchs aller et retour. À la fin de cette phase régulière, les quatre premières équipes sont qualifiées pour les demi-finales. La saison se termine sur une phase de playoff avec des demi-finales et une finale pour l'attribution du titre.
Les tenants du titres sont les Northampton Saints qui ont remporté leur deuxième titre après avoir battu Bath Rugby lors de la finale de l'édition 2023-2024. Aucune équipe n'a été promue à l'issue de la saison passée de RFU Championship (en), le club champion, les Ealing Trailfinders, ne remplissant toujours par les critères d'éligibilité requis pour accéder à la Premiership.
À l'issue de la compétition, Bath Rugby est sacré champion d'Angleterre pour la septième fois, et la première fois depuis 1996, après avoir battu les Leicester Tigers 23 à 21 en finale.

## Organisation de la compétition
Cette saison doit être la première sous un nouveau format de la Premiership, une réorganisation de la compétition est prévue à partir de cette saison.
Le moratoire sur la non-relégation en RFU Championship doit cesser et être remplacé par un match de barrage entre l'équipe classée dernière de Premiership et l'équipe terminant à la première place du RFU Championship, tout en prenant en compte que l'équipe du championnat de 2e division doit satisfaire les critères d'éligibilité à la Premiership. Le 20 mars 2024, il est annoncé que les Doncaster Knights sont éligibles pour une promotion s'ils terminent en tête du RFU Championship. Cependant, ce sont les Ealing Trailfinders qui remportent la compétition et ils ne sont donc pas autorisés à monter. Le barrage de promotion/relégation est donc annulé pour cette saison et les dix clubs restent les mêmes que lors de l'édition 2023-2024.
Cette formule doit finalement se mettre en place pour la saison 2025-2026, les critères d'éligibilité ayant été revu à la baisse afin d'augmenter les chances des clubs de deuxième division à pouvoir postuler pour une montée.
En fin de saison 2024-2025, au mois de mars 2025, la Fédération anglaise annonce une nouvelle fois que les Doncaster Knights sont le seul club éligible pour monter en Premiership. Cependant, les Doncaster Knights n'étant mathématiquement plus en mesure de remporter le RFU Championship, il n'y a à nouveau aucune promotion entre les deux divisions.
Depuis le retour des Saracens en Premiership en 2020, aucune montée et descente n'ont eu lieu.

## Équipes

### Inéligibilité du vainqueur du RFU Championship
Pour la troisième saison consécutive, le vainqueur du RFU Championship 2023-2024 (en), le Ealing Trailfinders Rugby Club, ne peut pas prétendre à une montée dans l'étage supérieur car ils ne satisfont pas aux critères d'éligibilité demandés par la Premiership pour évoluer dans ce championnat.

### Liste des équipes en compétition
| \| Bath Bristol Exeter Gloucester Harlequins Leicester Newcastle Northampton Sale Saracens \| Localisation des clubs engagés en championnat. |
| Bath Bristol Exeter Gloucester Harlequins Leicester Newcastle Northampton Sale Saracens                                                      |

La compétition oppose pour la saison 2024-2025 les dix meilleures équipes anglaises de rugby à XV :
| Club               | Classement 2023-2024 | Entraîneur en chef    | Stade                              | Capacité | Compétition de l'EPCR 2024-2025 |
| ------------------ | -------------------- | --------------------- | ---------------------------------- | -------- | ------------------------------- |
| Northampton Saints | 1re                  | Phil Dowson           | Franklin's Garden                  | 15 200   | Champions Cup                   |
| Bath Rugby         | 2e                   | Johann van Graan (en) | The Recreation Ground, Bath        | 14 509   | Champions Cup                   |
| Sale Sharks        | 3e                   | Alex Sanderson        | AJ Bell Stadium, Salford           | 12 000   | Champions Cup                   |
| Saracens           | 4e                   | Mark McCall           | StoneX Stadium, Londres            | 10 500   | Champions Cup                   |
| Bristol Bears      | 5e                   | Pat Lam               | Ashton Gate, Bristol               | 27 000   | Champions Cup                   |
| Harlequins         | 6e                   | Billy Millard (en)    | Twickenham Stoop, Londres          | 14 800   | Champions Cup                   |
| Exeter Chiefs      | 7e                   | Rob Baxter            | Sandy Park, Exeter                 | 15 600   | Champions Cup                   |
| Leicester Tigers   | 8e                   | Michael Cheika        | Welford Road, Leicester            | 25 849   | Champions Cup                   |
| Gloucester Rugby   | 9e                   | George Skivington     | Kingsholm Stadium, Gloucester      | 16 115   | Challenge Cup                   |
| Newcastle Falcons  | 10e                  | Steve Diamond         | Kingston Park, Newcastle upon Tyne | 10 200   | Challenge Cup                   |

Légende des couleurs
- Tenant du titre

### Changements d'entraîneurs
Au lancement de la saison, deux équipes changent d'entraîneurs principaux par rapport à l'exercice précédent. Les Leicester Tigers font signer Michael Cheika, qui occupe le poste de sélectionneur de l'Argentine jusqu'en octobre 2023. Tandis que les Newcastle Falcons recrutent Alan Dickens (en), Steve Diamond occupant le poste de directeur du rugby.

## Championnat

### Faits marquants de la saison
Le 18 octobre, lors de la cinquième journée, les Newcastle Falcons mettent fin à leur série de vingt-cinq matchs consécutifs sans victoire en Premiership, depuis mars 2023, en venant à bout des Exeter Chiefs sur le score de 24 à 18.
Fin décembre 2024, les Exeter Chiefs remportent leur premier match de la saison, leur première victoire en Premiership depuis 232 jours, en battant Gloucester Rugby sur le score de 22 à 15. La même journée, les Saracens concèdent la plus large défaite de leur histoire en Premiership sur le terrain de Bath Rugby en s'inclinant 68 à 10.
Lors de la quinzième journée, Gloucester Rugby s'impose largement 79 à 12, marquant treize essais, contre les Exeter Chiefs. Les Chiefs concèdent alors la plus large défaite de leur histoire en Premiership. Durant ce match, l'ailier de Gloucester Rugby, Christian Wade, inscrit son 90e essai en Premiership, faisant de lui le troisième meilleur marqueur de l'histoire de la compétition à égalité avec Mark Cueto.
À l'issue de la phase régulière, les quatre premiers sont Bath Rugby, les Leicester Tigers, les Sale Sharks ainsi que les Bristol Bears et se qualifient pour les demi-finales. Les Newcastle Falcons terminent à la dernière position avec seulement deux victoires.
En demi-finale, Bath Rugby et les Leicester Tigers se qualifient pour la finale aux dépens, respectivement, des Bristol Bears et des Sale Sharks,.
Lors de la finale, les Tigers sont les premiers à marquer un essai à la 6e minute par l'intermédiaire de Jack van Poortvliet à la suite d'un ballon porté. Une vingtaine de minutes plus tard, Thomas du Toit inscrit le premier essai de Bath Rugby. En seconde période, Finn Russell intercepte une passe d'Handré Pollard et envoie son centre Max Ojomoh à l'essai afin de porter le score à 20 à 7 à la cinquantième. Dix-huit minutes après, un essai de Solomone Kata permet aux Tigers de revenir à six points de leur adversaire du jour mais son coéquipier Dan Cole écope d'un carton jaune peu après son entrée en jeu. Cette sanction permet à Bath Rugby d'inscrire trois points supplémentaire pour mener de neuf points à moins de dix minutes de la fin du match. Les joueurs des Leicester Tigers inscrivent un ultime essai à la 76e minute par Emeka Ilione (en) mais celui-ci s'avère insuffisant puisque Bath Rugby s'impose finalement 23 à 21. Le nouveau champion d'Angleterre remporte son premier titre dans la compétition depuis 1996 et signe un triplé avec les victoires en Coupe d'Angleterre et Challenge Cup.

### Phase régulière

#### Classement de la phase régulière
| Rang | Club                   | J  | V  | N | D  | Bo | Bd | Pm  | Pe  | Diff | Pts |
| ---- | ---------------------- | -- | -- | - | -- | -- | -- | --- | --- | ---- | --- |
| 1    | Bath Rugby             | 18 | 14 | 0 | 4  | 15 | 1  | 651 | 417 | +234 | 72  |
| 2    | Leicester Tigers       | 18 | 11 | 1 | 6  | 12 | 3  | 533 | 439 | +94  | 61  |
| 3    | Sale Sharks            | 18 | 12 | 0 | 6  | 10 | 0  | 529 | 455 | +74  | 58  |
| 4    | Bristol Bears          | 18 | 10 | 0 | 8  | 16 | 2  | 635 | 580 | +55  | 58  |
| 5    | Gloucester Rugby       | 18 | 10 | 0 | 8  | 13 | 3  | 576 | 487 | +89  | 56  |
| 6    | Saracens               | 18 | 10 | 0 | 8  | 12 | 4  | 522 | 482 | +40  | 56  |
| 7    | Harlequins             | 18 | 8  | 1 | 9  | 11 | 3  | 438 | 478 | -40  | 48  |
| 8    | Northampton Saints (T) | 18 | 8  | 0 | 10 | 10 | 2  | 488 | 515 | -27  | 44  |
| 9    | Exeter Chiefs          | 18 | 4  | 0 | 14 | 5  | 8  | 403 | 528 | -125 | 29  |
| 10   | Newcastle Falcons      | 18 | 2  | 0 | 16 | 3  | 2  | 292 | 686 | -394 | 13  |

|  | Places qualificatives pour la phase finale et la Champions Cup 2025-2026 (no 1, no 2, no 3, no 4). |
|  | Places qualificatives pour la Champions Cup 2025-2026 (no 5, no 6, no 7, no 8).                    |
|  | T : tenant du titre 2023-2024                                                                      |

Attribution des points : victoire sur tapis vert : 5, victoire : 4, match nul : 2, défaite : 0, forfait : -2 ; plus les bonus (offensif : 4 essais marqués ; défensif : défaite par 7 points d'écart maximum).
Règles de classement : 1. Nombre de victoires ; 2.différence de points ; 3. nombre de points marqués ; 4. points marqués dans les matchs entre équipes concernées ; 5. Nombre de victoires en excluant la 1re journée, puis la 2e journée, et ainsi de suite.

#### Résultats détaillés
Les points marqués par chaque équipe sont inscrits dans les colonnes centrales (3-4) alors que les essais marqués sont donnés dans les colonnes latérales (1-6). Les points de bonus sont symbolisés par une bordure bleue pour les bonus offensifs (quatre essais ou plus), orange pour les bonus défensifs (défaite par moins de sept points d'écart), rouge si les deux bonus sont cumulés.
Le calendrier de la saison est le suivant :

### Phase finale

#### Demi-finales
| 6 juin 2025 20 h 45 CEST | Bath Rugby | 34 - 20 (6 - 13) | Bristol Bears | The Recreation Ground, Bath Arbitre : Christophe Ridley (en) |
| 6 juin 2025 20 h 45 CEST | Essai(s) : 4 Hill (42e), Cokanasiga (49e), Muir (55e), Ojomoh (60e) Transformation(s) : 4 Russell (43e, 50e, 56e, 61e) Pénalité(s) : 2 Russell (23e, 38e) | Rapport          | Essai(s) : 2 Dun (en) (18e), Janse van Rensburg (74e) Transformation(s) : 2 MacGinty (19e), Byrne (74e) Pénalité(s) : 2 MacGinty (13e, 40e+1) Carton(s) jaune(s) : 2 Ravouvou (23e), Marmion (58e) | The Recreation Ground, Bath Arbitre : Christophe Ridley (en) |
| 6 juin 2025 20 h 45 CEST | | Rapport          | | The Recreation Ground, Bath Arbitre : Christophe Ridley (en) |

| 7 juin 2025 16 h 30 CEST | Leicester Tigers                                                               | 21 - 16 (13 - 3) | Sale Sharks                                                                                          | Welford Road Stadium, Leicester Arbitre : Matthew Carley |
| 7 juin 2025 16 h 30 CEST | Essai(s) : 3 Radwan (21e, 29e), Perese (68e) Pénalité(s) : 2 Pollard (8e, 53e) | Rapport          | Essai(s) : 1 R. du Preez (58e) Transformation(s) : 1 Ford (58e) Pénalité(s) : 3 Ford (19e, 47e, 66e) | Welford Road Stadium, Leicester Arbitre : Matthew Carley |
| 7 juin 2025 16 h 30 CEST |                                                                                | Rapport          | | Welford Road Stadium, Leicester Arbitre : Matthew Carley |

#### Finale
| 14 juin 2025 16 h CEST | Bath Rugby | 23 - 21 (13 - 7) | Leicester Tigers | Twickenham Stadium, Londres 81 708 spectateurs Arbitre : Karl Dickson |
| 14 juin 2025 16 h CEST | Essai(s) : 2 du Toit (26e), Ojomoh (49e) Transformation(s) : 2 Russell (27e, 50e) Pénalité(s) : 3 Russell (9e, 40e+1, 70e) | Rapport          | Essai(s) : 3 van Poortvliet (5e), Kata (67e), Ilione (en) (75e) Transformation(s) : 3 Pollard (5e, 68e, 76e) Carton(s) jaune(s) : 2 Montoya (28e), Cole (69e) | Twickenham Stadium, Londres 81 708 spectateurs Arbitre : Karl Dickson |
| 14 juin 2025 16 h CEST | | Rapport          | | Twickenham Stadium, Londres 81 708 spectateurs Arbitre : Karl Dickson |

| Bath Rugby Titulaires · 15 Tom de Glanville · 14 Joe Cokanasiga · 13 Max Ojomoh 49e · 12 Cameron Redpath · 11 Will Muir · 10 Finn Russell · 09 Ben Spencer · 08 Miles Reid (en) · 07 Guy Pepper · 06 Ted Hill · 05 Charlie Ewels · 04 Quinn Roux · 03 Thomas du Toit 26e · 02 Tom Dunn · 01 Beno Obano · Remplaçants · 16 Niall Annett · 17 Francois van Wyk · 18 Will Stuart · 19 Ross Molony · 20 Josh Bayliss · 21 Tom Carr-Smith · 22 Ciaran Donoghue (en) · 23 Alfie Barbeary · Entraîneurs · Johann van Graan (en) |  | Leicester Tigers Titulaires · Freddie Steward 15 · Adam Radwan 14 · 67e Solomone Kata 13 · Joe Woodward 12 · Ollie Hassell-Collins 11 · Handré Pollard 10 · 5e Jack van Poortvliet 90 · Olly Cracknell 80 · Tommy Reffell 70 · Hanro Liebenberg 60 · Ollie Chessum 50 · Cameron Henderson 40 · Joe Heyes 30 · 28e à 38e Julián Montoya 20 · Nicky Smith 10 · Remplaçants · Charlie Clare (en) 16 · James Cronin 17 · 69e à 79e Dan Cole 18 · Matt Rogerson (en) 19 · 75e Emeka Ilione (en) 20 · Ben Youngs 21 · Ben Volavola 22 · Izaia Perese 23 · Entraîneurs · Michael Cheika |

## Statistiques
Les statistiques incluent la phase finale.

### Meilleurs réalisateurs
À l'issue de la saison, le demi d'ouverture de Bath Rugby, Finn Russell termine l'exercice en tant que meilleur réalisateur avec 183 points inscrits dont trois essais, dix pénalités et soixante-neuf transformations.
| Rang | Joueur            | Club               | Points |
| ---- | ----------------- | ------------------ | ------ |
| 1    | Finn Russell      | Bath Rugby         | 183    |
| 2    | Handré Pollard    | Leicester Tigers   | 159    |
| 3    | Santiago Carreras | Gloucester Rugby   | 124    |
| 4    | AJ MacGinty       | Bristol Bears      | 119    |
| 5    | Marcus Smith      | Harlequins         | 114    |
| 6    | Robert du Preez   | Sale Sharks        | 113    |
| 7    | George Ford       | Sale Sharks        | 105    |
| 8    | Fin Smith         | Northampton Saints | 104    |
| 9    | Fergus Burke      | Saracens           | 90     |
| 10   | Josh Hodge        | Exeter Chiefs      | 86     |

### Meilleurs marqueurs
Lors de cette saison, les meilleur marqueurs sont les ailiers des Leicester Tigers Ollie Hassell-Collins et des Bristol Bears Gabriel Ibitoye qui marquent treize essais.
| Rang | Joueur                | Club                                | Essais |
| ---- | --------------------- | ----------------------------------- | ------ |
| 1    | Ollie Hassell-Collins | Leicester Tigers                    | 13     |
| -    | Gabriel Ibitoye       | Bristol Bears                       | 13     |
| 3    | Adam Radwan           | Newcastle Falcons, Leicester Tigers | 12     |
| 4    | Cadan Murley          | Harlequins                          | 11     |
| -    | Kalaveti Ravouvou     | Bristol Bears                       | 11     |
| -    | Christian Wade        | Gloucester Rugby                    | 11     |
| 7    | Luke Cowan-Dickie     | Sale Sharks                         | 9      |
| -    | Will Muir             | Bath Rugby                          | 9      |
| -    | Tom Roebuck           | Sale Sharks                         | 9      |
| -    | Tomos Williams        | Gloucester Rugby                    | 9      |

## Récompenses

### Joueur du mois
Pour le mois de septembre, les nommés sont Will Butt (en), Andy Christie, Ollie Lawrence et Max Malins. Le premier joueur récompensé du prix du Joueur du mois de la saison est l'arrière des Bristol Bears Max Malins, grâce à ses quatre essais et deux passes décisives en deux matchs.
En octobre, les quatre joueurs nommés sont : Olly Cracknell, Gabriel Ibitoye, Tomos Williams et Tom Willis. Le vainqueur est une nouvelle fois un joueur des Bristol Bears en la personne de l'ailier Gabriel Ibitoye.
Au mois de décembre, les quatre joueurs retenus pour la récompense de Joueur du mois sont Ben Curry, Ted Hill, Benhard Janse van Rensburg et Kalaveti Ravouvou. Le troisième ligne aile des Sale Sharks, Ben Curry, remporte la récompense.
En janvier, Santiago Carreras remporte le prix devant son coéquipier de Gloucester Rugby, Max Llewellyn, ainsi que les joueurs des Harlequins, James Chisholm et Jack Kenningham (en).
Pour le mois de mars, le demi de mêlée de Gloucester Rugby, Tomos Williams, remporte la récompense devant George Ford, Will Muir et Finn Russell.
Au mois d'avril, George Ford, Alex Mitchell, Adam Radwan et Jack van Poortvliet sont les quatre joueurs retenus pour recevoir le prix. Finalement, le demi d'ouverture des Sale Sharks George Ford est récompensé de ses bonnes performances durant ce mois.
| Mois      | Joueur            | Club             |
| --------- | ----------------- | ---------------- |
| Septembre | Max Malins        | Bristol Bears    |
| Octobre   | Gabriel Ibitoye   | Bristol Bears    |
| Décembre  | Ben Curry         | Sale Sharks      |
| Janvier   | Santiago Carreras | Gloucester Rugby |
| Mars      | Tomos Williams    | Gloucester Rugby |
| Avril     | George Ford       | Sale Sharks      |

### Premiership Rugby Awards
Lors des Premiership Rugby Awards 2025, cérémonie se déroulant à l'issue de la phase régulière, les vainqueurs sont les suivants, :
| Distinction                    | Lauréat                               | Club                           |
| ------------------------------ | ------------------------------------- | ------------------------------ |
| Joueur de la saison            | Tomos Williams                        | Gloucester Rugby               |
| Joueur anglais de la saison    | Tommy Freeman                         | Northampton Saints             |
| Community Player of the Season | Ellis Genge                           | Bristol Bears                  |
| Entraîneur de la saison        | Johann van Graan (en)                 | Bath Rugby                     |
| Jeune joueur de la saison      | Henry Pollock                         | Northampton Saints             |
| Meilleur marqueur              | Ollie Hassell-Collins Gabriel Ibitoye | Leicester Tigers Bristol Bears |
| Meilleur réalisateur           | Finn Russell                          | Bath Rugby                     |

| Poste                  | Joueurs                | Joueurs                | Joueurs                | Joueurs                         | Joueurs                         | Joueurs                         |
| ---------------------- | ---------------------- | ---------------------- | ---------------------- | ------------------------------- | ------------------------------- | ------------------------------- |
| Arrière                | [15] Santiago Carreras | [15] Santiago Carreras | [15] Santiago Carreras | [15] Santiago Carreras          | [15] Santiago Carreras          | [15] Santiago Carreras          |
| Trois quarts ailes     | [14] Tom Roebuck       | [14] Tom Roebuck       | [14] Tom Roebuck       | [11] Gabriel Ibitoye            | [11] Gabriel Ibitoye            | [11] Gabriel Ibitoye            |
| Trois quarts centres   | [13] Robert du Preez   | [13] Robert du Preez   | [13] Robert du Preez   | [12] Benhard Janse van Rensburg | [12] Benhard Janse van Rensburg | [12] Benhard Janse van Rensburg |
| Charnière              | [10] George Ford       | [10] George Ford       | [10] George Ford       | [9] Tomos Williams              | [9] Tomos Williams              | [9] Tomos Williams              |
| Troisième ligne centre | [8] Tom Willis         | [8] Tom Willis         | [8] Tom Willis         | [8] Tom Willis                  | [8] Tom Willis                  | [8] Tom Willis                  |
| Troisième ligne aile   | [7] Ben Curry          | [7] Ben Curry          | [7] Ben Curry          | [6] Ted Hill                    | [6] Ted Hill                    | [6] Ted Hill                    |
| Deuxième ligne         | [5] Joe Batley (en)    | [5] Joe Batley (en)    | [5] Joe Batley (en)    | [4] Maro Itoje                  | [4] Maro Itoje                  | [4] Maro Itoje                  |
| Piliers                | [3] Thomas du Toit     | [3] Thomas du Toit     | [3] Thomas du Toit     | [1] Nicky Smith                 | [1] Nicky Smith                 | [1] Nicky Smith                 |
| Talonneur              | [2] Tom Dunn           | [2] Tom Dunn           | [2] Tom Dunn           | [2] Tom Dunn                    | [2] Tom Dunn                    | [2] Tom Dunn                    |